# Христианство в Румынии

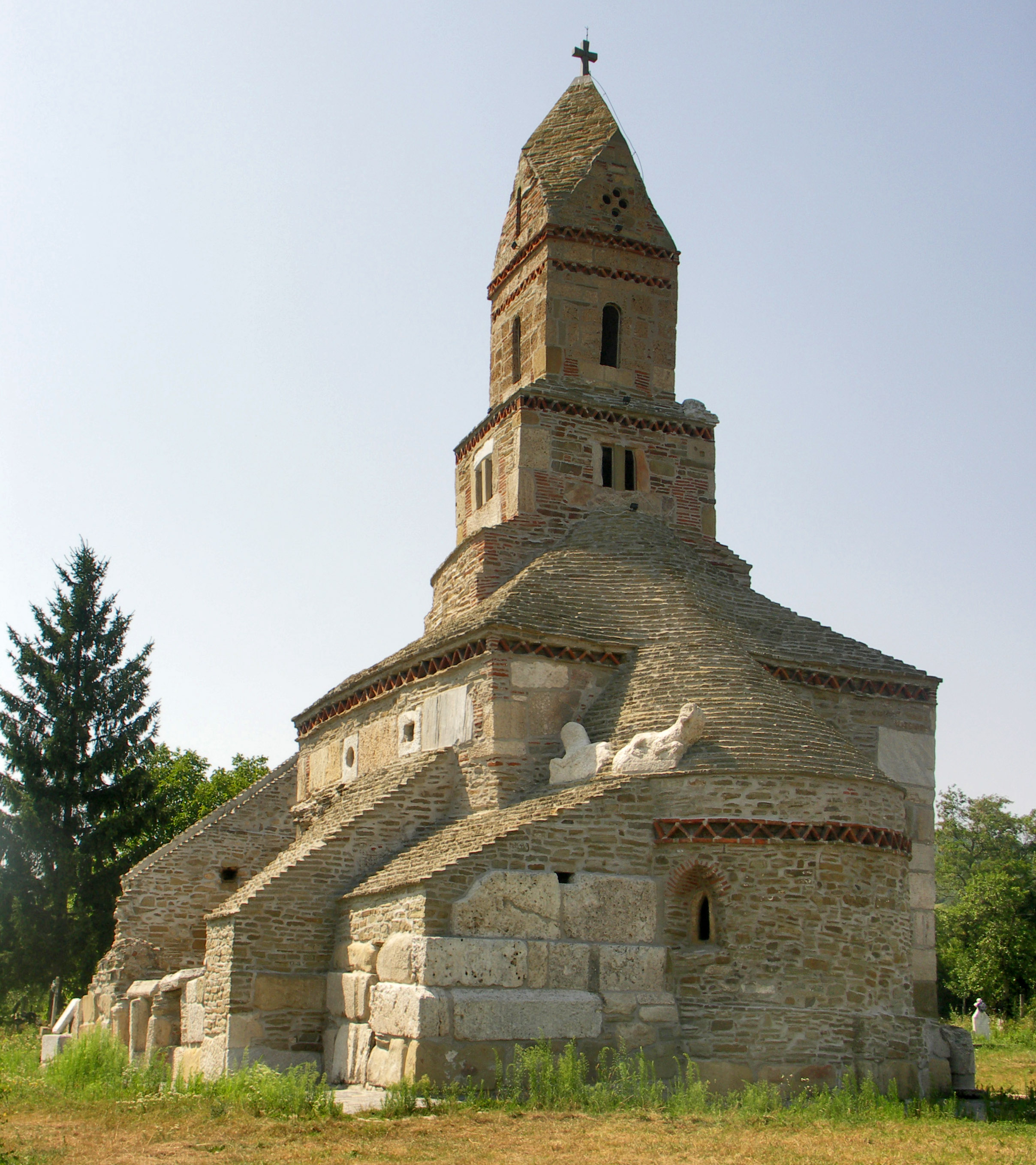
Христианская церковь в селе Денсуш, построенная в XIII веке

Христианство в Румынии — крупнейшая религия в стране. По данным энциклопедии «Религии мира» Дж. Г. Мелтона в 2010 году в Румынии проживало 20,883 млн христиан, которые составляли 98,8 % жителей этой страны.
Справочное издание «Операция мир» содержит информацию о 52 различных христианских деноминациях страны. По всей Румынии открыто 22,45 тыс. христианских приходов и мест богослужения.
Христианство в Румынии, помимо румын, исповедуют большинство живущих в стране венгров, цыган, украинцев, немцев, арумын, русских, сербов, молдаван, словаков, греков, болгар, хорватов, англичан, французов, поляков, армян, гагаузов и македонцев.

## Православие

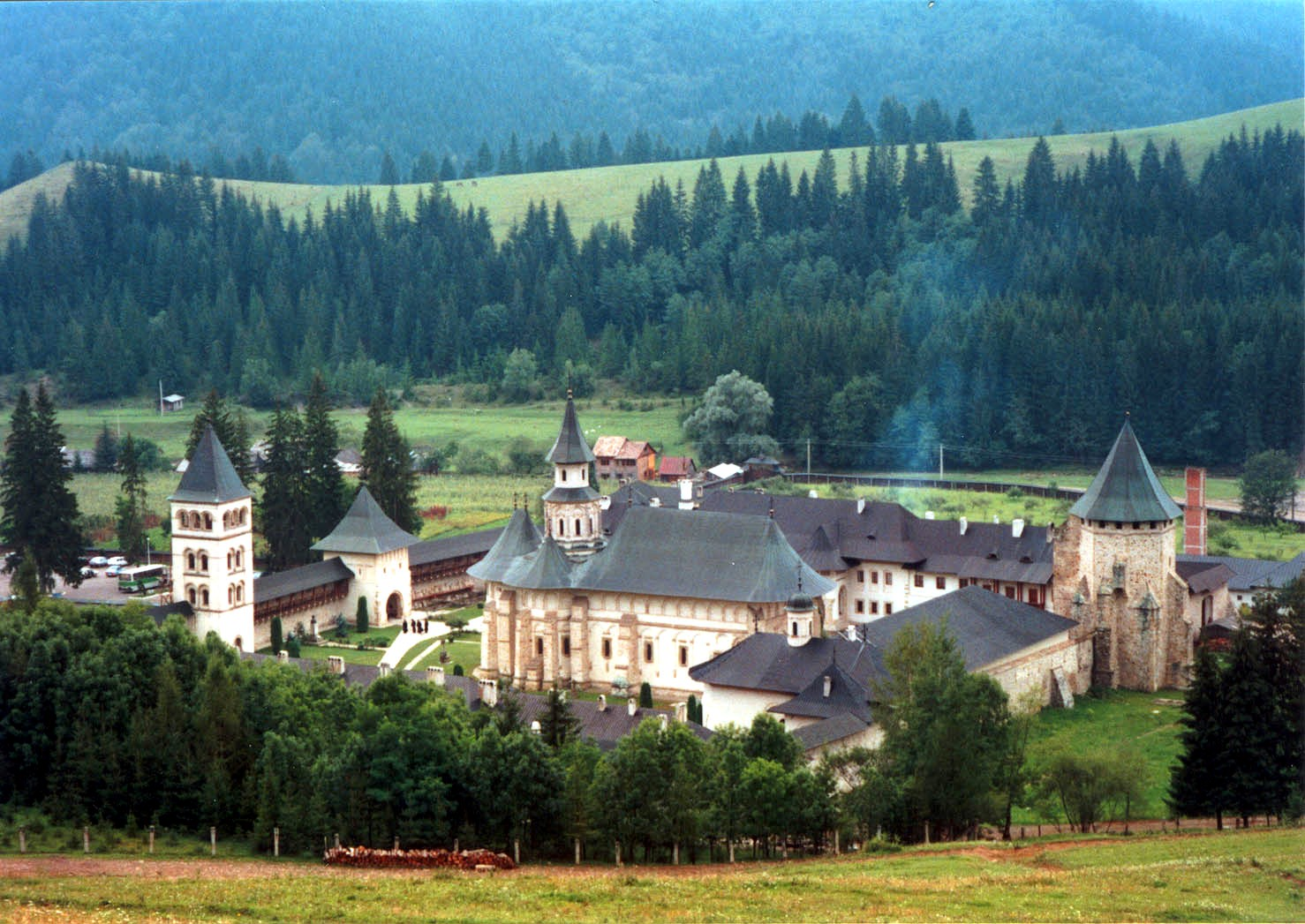
Монастырь Путна

Крупнейшим направлением христианства в Румынии является православие, которого придерживаются, по разным оценкам от 82 % до 87 % населения страны. Румынская православная церковь де-факто является государственной. В стране действует ещё одна автокефальная Сербская православная церковь (26 тыс. верующих).
Значительное число православных являются прихожанами различных церквей, не признанных мировым православием. Самой крупной из подобных организация является Православная старостильная церковь Румынии, объединяющая от 2 до 3 млн верующих. Истинно-православная церковь Румынии насчитывает 4 тыс. верующих.
Немало в Румынии и старообрядцев. Русская православная старообрядческая церковь в Румынии насчитывает до 100 тыс. верующих. Пять приходов в Румынии принадлежат Русской древлеправославной церкви, один — Древлеправославной поморской церкви.

## Протестантизм

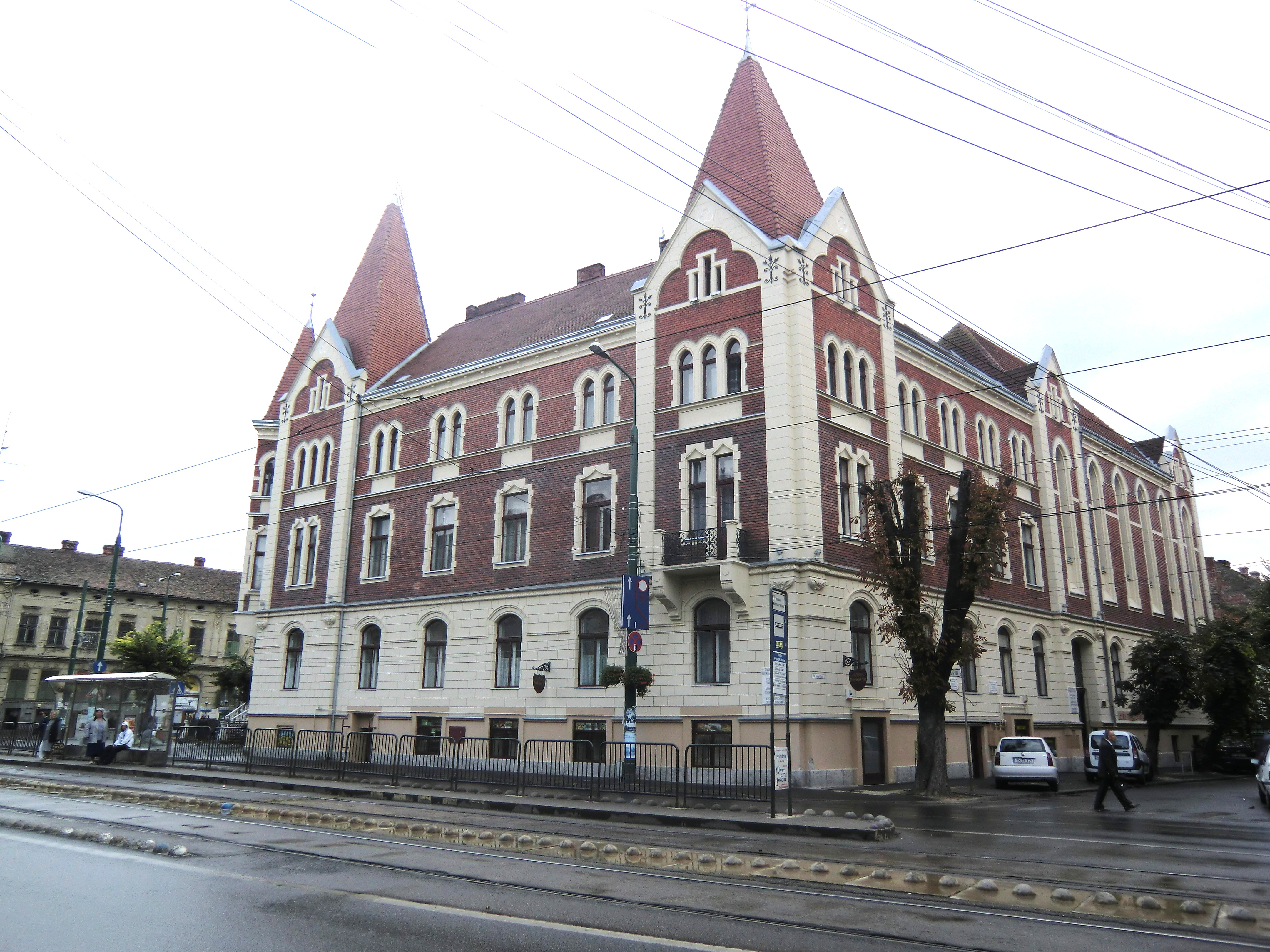
Реформатский храм в Тимишоаре

Первые протестанты (лютеране, реформаты и унитариане) появились в стране в XVI веке. В XIX веке в Румынию проникли англикане, баптисты, адвентисты; в начале XX века — евангельские христиане, пятидесятники и др.
В 2010 году протестантские общины насчитывали, по разным оценкам, от 1,35 млн до 1,9 млн верующих. Крупнейшими протестантскими конфессиями являются реформаты (560 тыс.) и пятидесятники (450 тыс.). В стране также действуют приходы баптистов (140 тыс.), адвентистов (67 тыс. прихожан), унитариан (57 тыс.), лютеран (44 тыс.)) и др.
Большинство членов Реформатской церкви Румынии проживает в Трансильвании, по этнической принадлежности это преимущественно венгры. Верующие двух лютеранских церквей являются преимущественно немцами (включая трансильванских саксов). Пятидесятники, баптисты и адвентисты распространены повсеместно; по этнической принадлежности это румыны, венгры, немцы. Растущую группу верующих евангельских церквей представляют обращённые цыгане.

## Католицизм

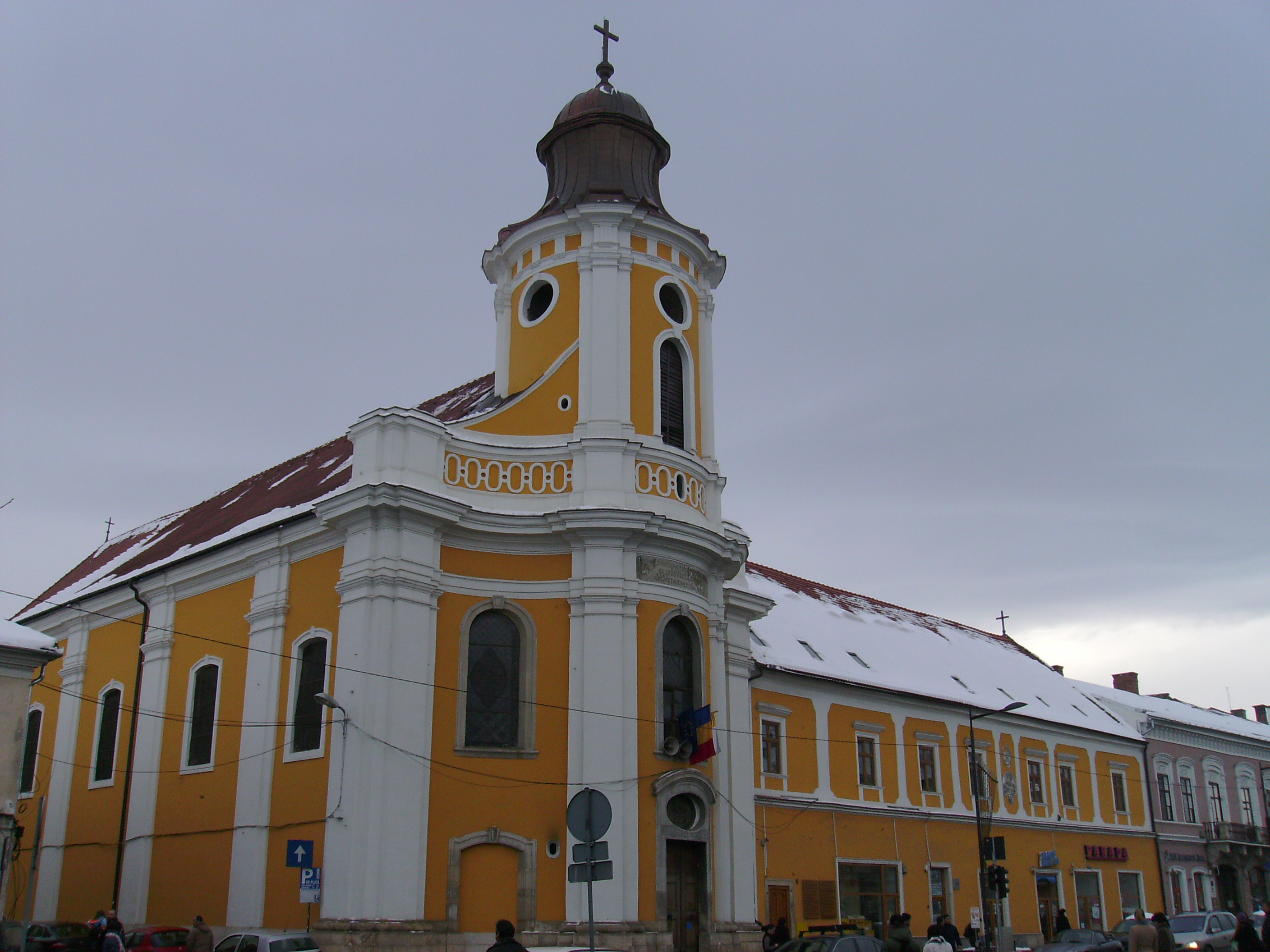
Кафедральный грекокатолический собор Преображения Господня в Клуж-Напоке

Численность католиков Румынии оценивается в 1,22 млн человек. Свыше половины из них являются прихожанами Римско-католической церкви (латинский обряд). Немало в стране и грекокатоликов. Румынская грекокатолическая церковь объединяет в Румынии 530 тыс. человек. Ординариат Румынии, объединяющий католиков армянского обряда, сообщает о 685 верующих (2013 год).

## Восточные церкви
Живущие в Румынии армяне являются, преимущественно, верующими Армянской апостольской церкви. Церковь объединяет 1,2 тыс. человек в 6 приходах.

## Маргинальное христианство
По данным исследовательского центра Pew Research Center в 2010 году в Румынии проживало 70 тыс. сторонников маргинального христианства.
Ещё в 1899 году в город Констанца прибыл миссионер Церкви Иисуса Христа святых последних дней Миша Марков. Благодаря его деятельности в начале XX века в Бухаресте была организована община мормонов. После 1990 года церковь вновь открыла миссионерскую деятельность в стране. В настоящий момент в Румынии организованы 16 конгрегаций, членами которых являются 3 тыс. человек.
В 1911 году в Тыргу-Муреш вернулись Кароль Сабо и Йожеф Киш, эмигрировавшие ранее в США, где стали исследователями Библии. Их проповедническая деятельность в Трансильвании привела к созданию румынской организации Свидетелей Иеговы. К моменту официального признания в 1990 году в Румынии было 19 тыс. Свидетелей. По собственным данным организации, в 2012 году членами 540 конгрегаций были 40 тыс. жителей Румынии.